# Sajópetri
Sajópetri é um município da Hungria, situado no condado de Borsod-Abaúj-Zemplén. Tem 9,28 km² de área e sua população em 2015 foi estimada em 1.387 habitantes.